# 佳能PowerShot A75

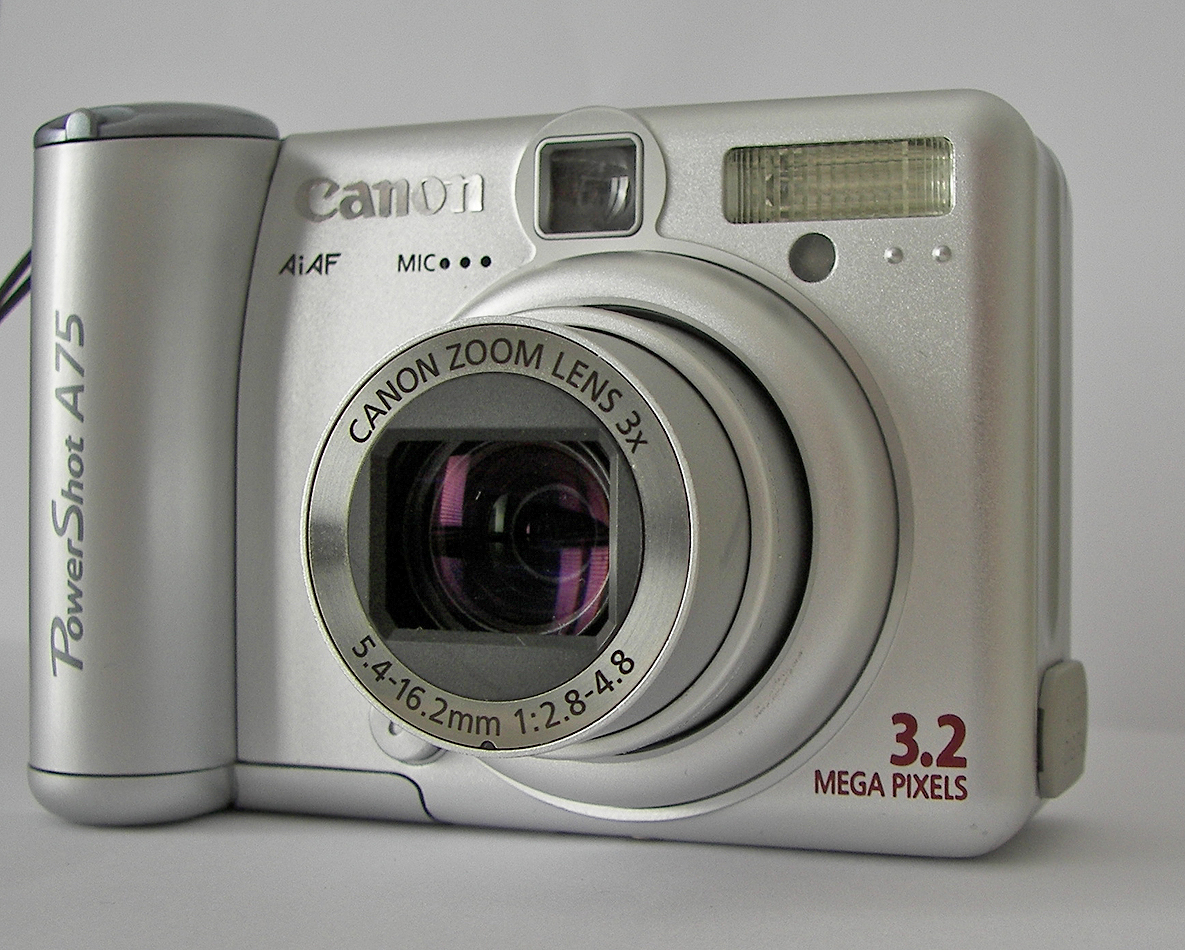
Canon PowerShot A75

佳能 PowerShot A75是一款佳能相机，于2004年2月推出。是之前的畅销机型A70的升级版本。
与A70合称为“手动王”。后续升级版本为A510。
该机型有着此系列的E18错误问题。
后来由于CCD问题，佳能在全球范围进行召回并且提供免费更换服务。

## 主要参数
- 三百万有效象素
- 3倍光学变焦
- 1/2.7 英寸 CCD
- 1.8寸TFT液晶屏，分辨率11.8万象素
- 快门：15～1/2000秒
- ISO：50/100/200/400
- 9点智能对焦
- 有声短片记录（MJPEG编码与raw音频）
- 使用CF卡作为存储介质
- 使用4节AA电池
- Exif 2.2
- 不带电池约200克

## 显示屏暗角
使用者会发现自己的A75在显示屏的下方左、中、右有三个暗角。
因为A75沿用A70的机体设计，LCD照明也使用两盏照明灯，但是A75相对A70屏幕较大（A75 1.8英寸，A70 1.5英寸），照明灯亮度不足以覆盖整个LCD屏幕，导致了暗角的出现。由于并非成像元件问题，故并不影响最终图像输出。